# Украинцы в Туркменистане
Украинцы в Туркменистане (укр. Українці в Туркменістані) — одна из этнических общин на территории Туркменистана. По оценкам, численность этнических украинцев в этой стране составляет около 10—15 тыс. человек, проживающих в основном в Ашхабаде и окрестностях Серхетабада (в прошлом Кушка) близ туркмено-афганской границы.

Украинцы Туркменистана у памятника Тарасу Шевченко в Ашхабаде

## История украинской диаспоры
После завоевания среднеазиатских ханств Российской империей и началом Столыпинской реформы в Закаспийскую область переселились крестьяне с Украины, в частности с Полтавщины. Так на самом южном форпосте империи появляются украинские посёлки — Полтавка и Алексеевка в районе Кушки (ныне Серхетабад). Полтавка начала прошлого века — типичный украинский хутор — мазанки, соломенные крыши, расписные рубашки у жителей.
В советский период по распределению в Туркменскую республику направились множество специалистов, квалифицированных рабочих, молодых специалистов из УССР, вложивших свой вклад в индустриализацию экономики республики в 1930—1940-е годы. В суровые годы войны, когда вся территория Украины была оккупирована, Туркменская ССР приняла тысячи беженцев и эвакуированные промышленные предприятия, организации культуры, высшие учебные заведения и так далее.
В Среднюю Азию и в Туркменистан в частности большинство военнослужащих по призыву приезжали из Украинской ССР, как и многие из офицерского состава. В первую очередь это касалось пограничных войск.

## Численность и расселение
Украинцы на протяжении десятилетий были одним из крупных национальных меньшинств, и второй по численности славянской этнической группой в Туркменистане:
| Народ    | перепись 1926 | %        | перепись 1959 | %        | перепись 1989 | %        | перепись 1995 | %        | оценка 2010 | %        |
| -------- | ------------- | -------- | ------------- | -------- | ------------- | -------- | ------------- | -------- | ----------- | -------- |
| всего    | 975599        | 100,00 % | 1516375       | 100,00 % | 3522717       | 100,00 % | 4437570       | 100,00 % | 5105000     | 100,00 % |
| украинцы | 6877          | 0,70 %   | 20955         | 1,38 %   | 35578         | 1,01 %   | 23064         | 0,50 %   | 11000       | 0,22 %   |

По оценкам на 2010-е годы в Туркменистане проживает около 11 тысяч украинцев, преимущественно в столице Республики — Ашхабаде, а также в Серхетабаде и приграничных селах близ туркмено-афганской границы.

## Памятник Тарасу Шевченко в Ашхабаде
В 1926 году в Ашхабаде был установлен памятник украинскому писателю Тарасу Шевченко — одному из старейших в Ашхабаде. В 1948 году во время Ашхабадского землетрясения монумент был разрушен и вновь был открыт 24 марта 1972 года в дни проведения культуры Украины в Туркменистане (скульптор Михаил Лысенко). В 2009 году памятник был отреставрирован и перенесен на более удобное место.
Сегодня памятник Тарасу Шевченко служит местом регулярных мероприятий, проводимым Посольством Украины в Туркменистане. Улица, находящаяся рядом, также носит имя Шевченко.

## Обеспечение социальных, культурных, языковых и других прав украинской диаспоры
По конституции Туркменистана национальные меньшинства не имеют права создавать собственные национально-культурные общества. Учитывая желание украинской диаспоры удовлетворять свои национально-культурные потребности, посольство Украины в Туркменистане в 1998 году создало Общество дружбы «Туркменистан-Украина». При поддержке посольства эта общественная организация проводит культурно-просветительские акции, которые пользуются большой популярностью не только у украинцев Туркменистана и других нацменьшинств, но и у этнических туркмен.
Воскресная школа, организованная при посольстве Украины, уже более 10 лет позволяет ближе познакомиться с украинской культурой и языком. Её активно посещают члены украинской общины и дети сотрудников украинских компаний работающих в Туркменистане. В настоящее время в школе обучаются 160 граждан Туркменистана, большинство из которых, имеют украинские корни.
Проблему занятости населения в Туркменистане, в первую очередь украинской диаспоры, решают более двух десятков фирм и предприятий с Украины, которые возводят в рамках инвестиционных проектов сложные объекты общегосударственного значения. В их числе строительные компании: СА «Интербудмонтаж», Госкорпорация «Укразиабуд», ОАО «Сумское МНПО им. Фрунзе», ГК «Укртрансбуд», АО «Укргазпромбуд», НАК «Нафтогазбуд», реализующие проекты на общую сумму около 1 млрд долларов США.
Представители украинской диаспоры могут беспрепятственно и на льготных условиях выезжать на Украину. Посольство Украины в Ашхабаде выдаёт им визы без приглашений и не взимает с них консульские пошлины. Это единственная из всех дипломатических миссий, аккредитованных в республике, позволившая подобные льготы для своих этнических групп, проживающих в Туркменистане.